# Jonathan Myrenberg
Karl Jonathan Myrenberg, född 11 april 2003 i Täby, är en svensk professionell ishockeyspelare som spelar för Linköping HC i SHL. Hans moderklubb är IFK Täby och han gjorde seniordebut för Sollentuna HC i Hockeyettan under säsongen 2020/21. Vid NHL-draften 2021 valdes Myrenberg i den femte rundan av Vancouver Canucks, som 140:e spelare totalt. 2022 vann han ett JSM-guld med Linköping HC J20. Säsongen 2022/23 spelade han som utlånad till Mora IK i Hockeyallsvenskan. 
Myrenberg gjorde A-landslagsdebut i april 2024.

## Karriär

### Klubblag
Myrenberg påbörjade sin ishockeykarriär i moderklubben IFK Täby och spelade i klubbens ungdoms- och juniorsektioner fram till och med säsongen 2018/19. Den efterföljande säsongen alternerade han spel i Linköping HC:s J18- och J20-lag. Säsongen 2020/21 spelade han för Linköping J20, men då J20-serien ställdes in på grund av Covid-19-pandemin, spelade Myrenberg istället ett antal matcher för Sollentuna HC i Hockeyettan. Han gjorde debut för klubben den 31 januari 2021 och noterades för 10 assistpoäng på 15 spelade matcher.
Den följande säsongen gjorde Myrenberg SHL-debut då han den 23 september 2021 spelade i en match mot Färjestad BK. Totalt spelade han 15 SHL-matcher under säsongens gång, utan att göra några poäng. Större delen av säsongen tillbringade han istället med Linköpings J20-lag, där han på 35 grundseriematcher noterades för 31 poäng (8 mål, 23 assist) och var lagets näst bästa back poängmässigt. I grundserien var han också den i laget som hade bäst plus/minus-statistik (27). I JSM-slutspelet slog Linköping ut Södertälje SK, AIK (där Myrenberg avgjorde serien i den tredje och avgörande matchen via ett straffmål) och Örebro HK. I finalen besegrade man också Djurgårdens IF, där Myrenberg stod för ett mål, med 5–2.
Den 1 april 2022 bekräftades det att Linköping skrivit ett tvåårsavtal med Myrenberg. Den 3 juni samma år meddelades det att Myrenberg skulle komma att tillbringa den första av dessa två säsonger som utlånad till Mora IK i Hockeyallsvenskan. Han gjorde debut i denna serie den 23 september samma år i en 3–0-seger mot HC Vita Hästen. Efterföljande månad, den 9 oktober, gjorde han sitt första mål i Hockeyallsvenskan, på Samu Perhonen, i en 7–0-seger mot Östersunds IK. I sin första kompletta seniorsäsong stod Myrenberg för tolv poäng på 49 grundseriematcher (varav fyra mål). Mora slutade på tredje plats i grundserietabellen och slog i slutspelet ut Södertälje SK med 4–2 i kvartsfinalserien. Därefter föll man i fyra raka matcher mot Modo Hockey i semifinal.
Säsongen 2023/24 var Myrenbergs första kompletta säsong i SHL, då han återvänt till Linköping HC. Den 9 oktober 2023 bekräftades det att Myrenberg förlängt sitt avtal med Linköping med ytterligare två säsonger. Den 2 november samma år noterades han för sitt första SHL-mål, på Marek Langhammer, i en 4–6-seger mot IK Oskarshamn. På 50 grundseriematcher noterades han för elva poäng, varav två mål. Han spelade därefter sitt första SM-slutspel där laget slogs ut i kvartsfinalserien mot Skellefteå AIK med 4–0 i matcher. Under försäsongen 2024 ådrog sig Myrenberg en skada som höll honom borta från spel fram till januari 2025. Han gick poänglös ur samtliga 18 grundseriematcher han spelade.

### Landslag
I början av april 2024 stod det klart att Myrenberg blivit uttagen till landslagsspel för första gången. Han gjorde A-landslagsdebut i en 4–0-seger mot Finland den 18 april samma år.

## Statistik

### Klubbkarriär
| 2020–21    | Sollentuna HC | Div. 1     | 9  | 0 | 6 | 6  | 2  | 6  | 0 | 4 | 4 | 4 |
| 2021–22    | Linköping HC  | SHL        | 15 | 0 | 0 | 0  | 2  | —  | — | — | — | — |
| 2022–23    | Mora IK       | HA         | 49 | 4 | 8 | 12 | 14 | 10 | 0 | 3 | 3 | 2 |
| 2023–24    | Linköping HC  | SHL        | 50 | 2 | 9 | 11 | 8  | 4  | 0 | 0 | 0 | 4 |
| 2024–25    | Linköping HC  | SHL        | 18 | 0 | 0 | 0  | 8  | —  | — | — | — | — |
| SHL totalt | SHL totalt    | SHL totalt | 83 | 2 | 9 | 11 | 18 | 4  | 0 | 0 | 0 | 4 |